# 渚河
渚河是河北邯郸市主城区西南部以及邯郸县一带的一条河流，为滏阳河四条支流之一。河道总长29公里，流域面积达84平方公里左右。现在为季节性河流，多用于夏季的排洪泄洪。
渚河的源头在邯郸县东西望庄和贾沟村附近之间，分为南北两支小河流，在西大屯村附近汇合。后流经京广铁路、三堤村到张庄桥村南部流入滏阳河。

## 人类遗址
2010年1月在河北邯郸于二庄、小隐豹两处发掘到了渚河古人类遗址，最早可追溯至4000—5000年间的原始社会末期。